# Публий Лициний Красс Муциан
Пу́блий Лици́ний Красс Муциа́н (лат. Publius Licinius Crassus Mucianus; родился около 180 года до н. э. — умер в 130 году до н. э.) — древнеримский военачальник и политический деятель, великий понтифик в 132—130 годах до н. э., консул 131 года до н. э. Поддерживал Тиберия Семпрония Гракха, командовал римской армией в Пергамской войне, в одном из сражений которой попал в плен и был убит.

## Биография

### Происхождение
Публий Лициний принадлежал по рождению к плебейскому роду Муциев, возвысившемуся в конце III века до н. э. Поздние генеалогии связывали эту семью с легендарным Гаем Муцием Кордом, который сжёг свою правую руку перед Порсенной и получил прозвище «Левша» (лат. Scaevola), но исследователи считают это вымыслом. Первое упоминание Сцевол в источниках относится к 215 году до н. э., когда Квинт Муций Сцевола стал претором. У Квинта было двое сыновей — Публий (первый в роду консул, в 175 году до н. э.) и Квинт, консул 174 года до н. э. Младший сын Публия перешёл по усыновлению в плебейский род Лициниев (его приёмным отцом стал один из Крассов, который не упоминается в источниках) и получил имя Публий Лициний Красс Муциан. Старшим братом Муциана был ещё один Публий Муций Сцевола, консул 133 года до н. э..

### Ранние годы и начало карьеры
Будущий Красс Муциан родился около 180 года до н. э. Ещё в юности он стал членом жреческой коллегии понтификов. Источники сообщают, что свою политическую деятельность Публий Лициний начал с квестуры в 152 году до н. э., но членом сената стал только в 147 году. С этим связана оплошность, допущенная неким Квинтом Фабием Максимом (либо Эмилианом, либо Сервилианом): этот сенатор в 149 году до н. э., выйдя с заседания, на котором было принято секретное решение начать войну с Карфагеном, встретил Красса и всё ему разболтал, думая, что тот тоже состоит в сенате.
Предположительно в 142 году до н. э. Публий Лициний занимал должность курульного эдила. Избрания он добился благодаря поддержке Сервия Сульпиция Гальбы, с сыном которого Гаем помолвил одну из своих дочерей. Предположительно именно Красса Муциана имеет в виду Марк Туллий Цицерон, сообщая о Публии Крассе, устроившем во время эдилитета великолепные игры.
Не позже 134 года до н. э. Публий Лициний должен был занимать должность претора в соответствии с требованиями закона Виллия. В 133 году до н. э., когда народный трибун Тиберий Семпроний Гракх начал аграрную реформу, Красс поддержал его вместе с братом. Тиберий вскоре был убит, и Публий занял его место в комиссии, занимавшейся разделом государственных земель между беднейшими гражданами; двумя другими триумвирами были Аппий Клавдий Пульхр и Гай Семпроний Гракх (брат Тиберия и зять Красса).
После смерти в Пергаме ушедшего в изгнание Публия Корнелия Сципиона Назики Серапиона, возглавлявшего коллегию понтификов (132 год до н. э.), Публий Лициний был выбран на его место, что стало выдающимся успехом и для него лично, и для его семьи.

### Консулат и гибель
В 131 году до н. э. Публий Лициний стал консулом вместе с патрицием Луцием Валерием Флакком, который был фламином Марса. В это время на Востоке, на территории Пергамского царства, завещанного Римской республике последним царём, началось восстание Аристоника. Оба консула заявили о своих претензиях на командование в этой войне. При этом Красс Муциан использовал своё более высокое положение как жреца, чтобы запретить коллеге покидать Рим и таким образом автоматически обеспечить командование за собой. Он мог опираться на два прецедента: в 242 году до н. э. верховный понтифик Луций Цецилий Метелл запретил отправляться на войну фламину Марса Авлу Постумию Альбину во время его консулата; в 189 году до н. э. дед Муциана (через приёмного отца), Публий Лициний Красс Див, запретил претору и фламину Квирина Квинту Фабию Пиктору отъезд на Сардинию. Исследователи обратили внимание на ещё один эпизод: в 208 году до н. э. тот же Публий Красс сделал фламином Юпитера Гая Валерия Флакка (двоюродного деда Луция) против его воли и добивался запрета для него заседать в сенате, но Флакк настоял на этом своём праве. Во всех этих случаях верховные понтифики-плебеи пытались использовать подчинённое положение фламинов, чтобы ослабить власть патрициата. Красс Муциан мог руководствоваться ещё и желанием отомстить за поражение своего деда.
Народное собрание высказалось в пользу Луция Валерия, но тот не мог нарушить запрет верховного понтифика. В результате командование в Пергамской войне досталось Крассу. Последний высадился с сильной армией в Малой Азии, получил помощь от царей Вифинии, Каппадокии, Пафлагонии и Понта и между городами Мирина и Элея дал бой противнику. Аристоник, на чьей стороне сражались фракийцы, одержал полную победу. Красс попал в плен; чтобы избежать позора, он ударил своего конвоира, и тот его заколол. Таким образом, по словам Валерия Максима, Публий Лициний «сам разорвал печальные оковы, которые Судьба набросила на его свободу, причём сделал это и мудро, и храбро».
Отрубленную голову Красса пергамцы доставили Аристонику. Тело было погребено в Смирне.

## Личность
Общеизвестной в античной литературе стала характеристика, которую дал Публию Лицинию Семпроний Азеллион: «Этот Красс обладал пятью наиболее значительными и важными из благ, а именно: был он очень богат, знатен, красноречив, весьма сведущ в праве и занимал должность великого понтифика». Другие античные авторы тоже отмечают сочетание в Крассе ораторского таланта и обширных познаний в юриспруденции.
Авл Геллий пишет о жестокости, проявленной Публием Лицинием во время Пергамской войны.

## Потомки
У Публия Лициния было две дочери. Одна из них стала женой Гая Сульпиция Гальбы, другая — женой Гая Семпрония Гракха.